# 2026
Évszázadok: 20. század – 21. század – 22. század
Évtizedek: 1970-es évek – 1980-as évek – 1990-es évek – 2000-es évek – 2010-es évek – 2020-as évek – 2030-as évek – 2040-es évek – 2050-es évek – 2060-as évek – 2070-es évek
Évek: 2021 – 2022 – 2023 – 2024 –  2025 – 2026 – 2027 – 2028 – 2029 – 2030 – 2031

## Várható események

### Határozott dátumú események
- január 1.
  - Ciprus veszi át az Európai Unió Tanácsának soros elnökségét Dániától.[1]
  - Bulgária új pénzneme az euró, az eurózóna 21. tagjaként.[2]
- február 6. – Megkezdődnek a 2026. évi téli olimpiai játékok.
- február 17. – Gyűrűs napfogyatkozás Dél-Argentína, Chile, Dél-Afrika és az Antarktisz felett.
- június 11. – Megkezdődik a 2026-os labdarúgó-világbajnokság.
- július 1. – Írország veszi át az Európai Unió Tanácsának soros elnökségét Ciprustól.[1]
- augusztus 12. – Teljes napfogyatkozás Észak-Amerika északi része, Nyugat-Afrika és Európa felett.
- november 3. – Szenátor-, képviselő-, és kormányzóválasztások az Amerikai Egyesült Államokban.

### Határozatlan dátumú események
- április – Parlamenti választás Magyarországon.
- április – Az Artemis II, az Artemis-program első személyzettel rendelkező, Holdat megkerülő repülése.[3]
- az év folyamán – A Zrínyi 2026 haderőfejlesztési program várható vége
- az év folyamán – 144 év után befejeződik a barcelonai Szent Család-templom (Sagrada Família) építése.[4]

## Az év témái

### 2026 a sportban
- A Nemzetközi Olimpiai Bizottság (NOB) 2019-es döntése nyomán Milánó és Cortina d’Ampezzo rendezi a téli ötkarikás játékokat.[5]
- A Nemzetközi Labdarúgó-szövetség (FIFA) 2017-es döntése szerint – ettől az évtől kezdődően – a világbajnokság mezőnyét 32 csapatról 48-ra növeli.[6]

### Kiemelt témák és évfordulós emlékévek 2026-ban

#### Évszázados évfordulók
- április 21. – II. Erzsébet brit királynő születésének 100. évfordulója.
- augusztus 29. – A mohácsi csata 500 éves évfordulója.[7]